# Klärwerk Uerdingen
Das ehemalige Hochwasserpump- und Klärwerk der Stadt Krefeld, meist kurz als Altes Klärwerk bezeichnet, ist ein denkmalgeschütztes Industriegebäude in der nordrhein-westfälischen Stadt Krefeld. Es befindet sich im Stadtteil Uerdingen am Rundweg 20.
Der Industriekomplex ist bemerkenswert für seine Jugendstil-Architektur. Das Klärwerk war von 1910 bis 1962, das Pumpwerk noch bis 1996 in Betrieb. Danach lag das Gelände brach. Seit 2018 wird es restauriert.

## Geschichte und Beschreibung
Das nach Plänen des Architekten Georg „Jörg“ Bruggaier (weitere Beteiligte: Oberbaurat Hubert Hentrich, städtischer Ingenieur Krawinkel) zwischen 1908 und 1910 errichtete Gebäude gilt als ein architektonisch bedeutendes Zeugnis des Jugendstils in der Industriekultur. Es befindet sich, von Bäumen umgeben, in der Nähe des Rheinhafens Krefeld und einer Bahn- und Bundesstraßentrasse (B288). Anfang des 20. Jahrhunderts wurden in der prosperierenden Stadt Uerdingen viele kommunale Gebäude im Stil der Zeit erweitert und neu errichtet, so u. a. der Schlachthof, das Stadtbad, das Gas- und Wasserwerk sowie das Stadtparkrestaurant und das Hochwasserpumpwerk.
Das Werk diente zur Klärung der Abwässer vom Hafen und vor allem der Nachbarstadt Krefeld auf halbem Weg zum Rhein. Es ist mit der Anlage des Klärwerk Niederrad in Frankfurt am Main eine der beiden letzten erhaltenen Kläranlagen aus der Gründungszeit der Stadtentwässerungen in Deutschland. Die Baukosten beliefen sich damals (umgerechnet) auf etwa 1,3 Millionen Euro. Bis 1962 wurde das Klärwerk in seinem originalen Zustand zur Abwasserreinigung genutzt, bis 1996 wurde es durch den Einbau von Schneckenpumpen nur noch als Pumpwerk weitergeführt. Im Jahre 1996 wurde es durch eine unmittelbar danebenliegende neue Pumpstation ersetzt.
Die Nutzfläche beträgt insgesamt ca. 857 m². Die Werksanlagen auf diesem Gelände bestehen aus folgenden Gebäudeteilen:
- große Halle (Hauptgebäude), bestehend aus einem Eingangsportal (mit integrierten Nebenräumen), dem Klärwerk (in einer kathedralenartigen Haupthalle) mit zwei Klärkanälen, einem Überlaufkanal, einer Lorenbahn, drei Sperr-Schieben und dem Hallenkran
- Hochwasserpumpwerk (Maschinenhalle), bestehend aus einem Flur, Pumpenhalle, Werkstatt, Magazin und Transformatorenraum
- Bremsberghaus, diente zu Überwindung des Höhenunterschiedes, um das Klärgut mittels Loren auf das Landschaftsniveau zu heben
- Betriebsleiterwohnhaus (Wohnfläche ca. 74 m² – 1921/1922 nach Plänen des Architekten Anton Rumpen errichtet)
- Schieberhaus, ist aus abwassertechnischen Gründen nach wie vor im Besitz des Kommunalbetriebes Krefeld AöR

## Bildergalerie

Rundgang durch die Gebäudeteile des Ehemaligen Pumpwerk Uerdingen (17. Oktober 2018)
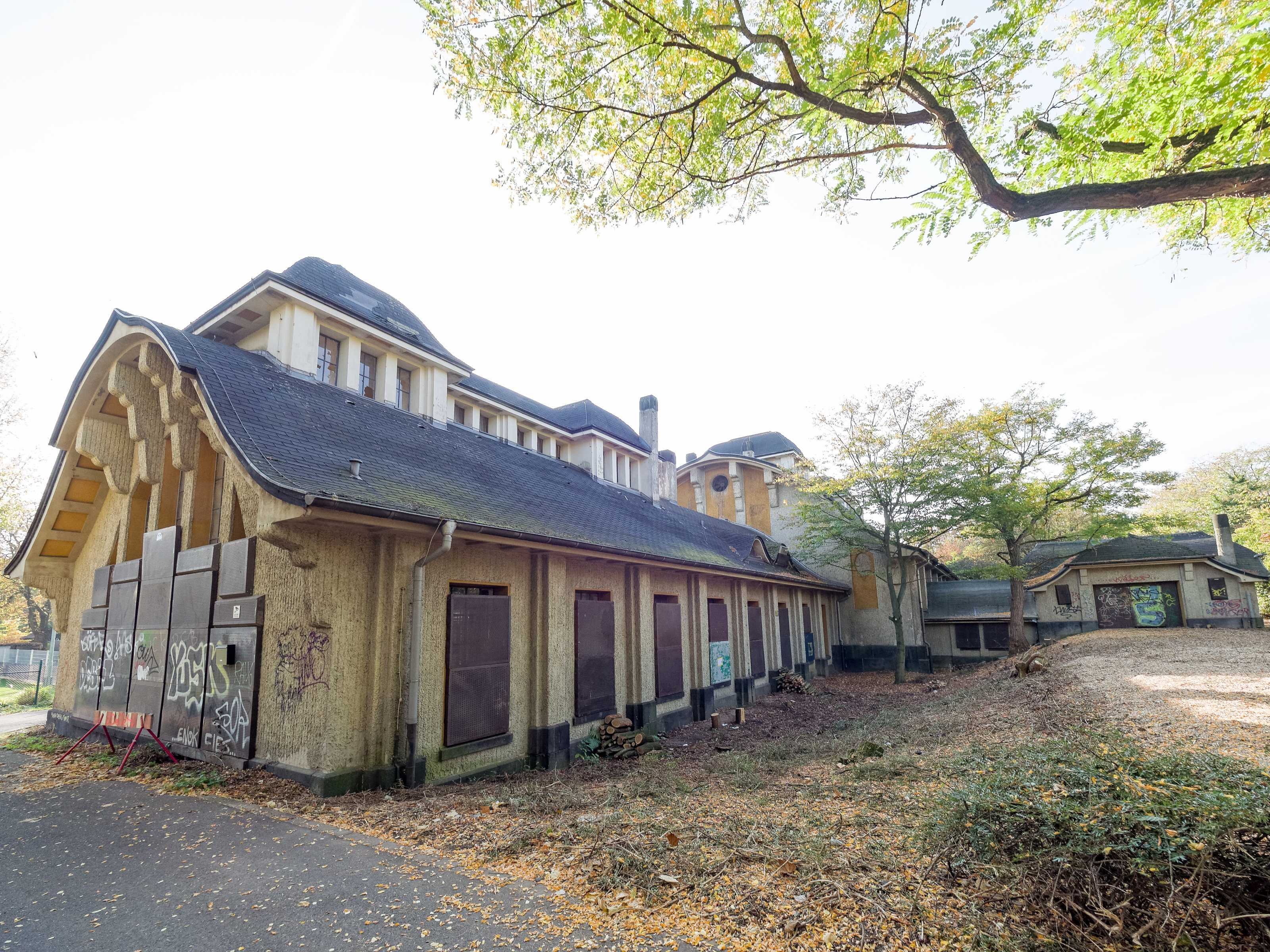
Außenansicht
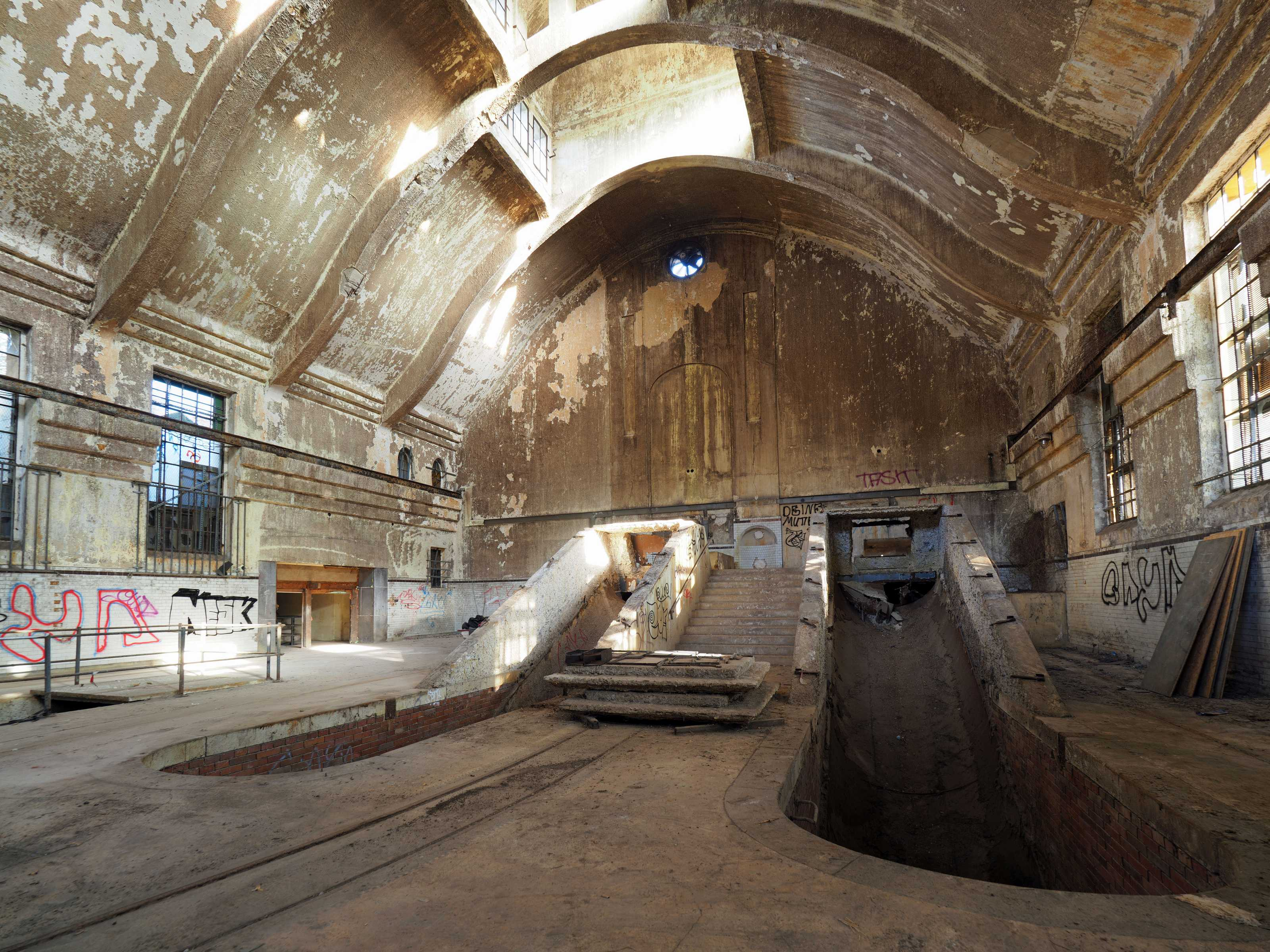
Klärkanäle
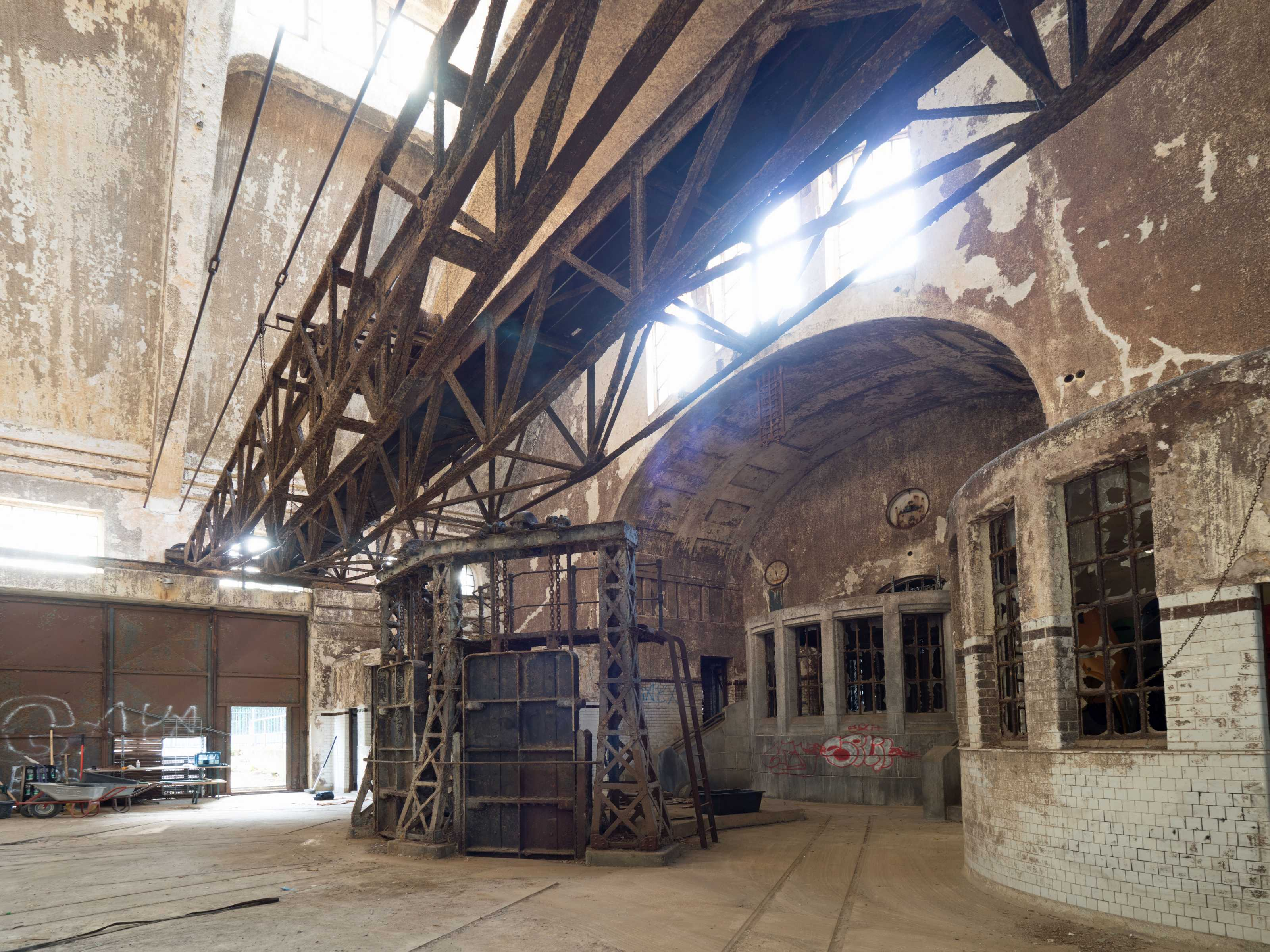
Klärhalle (Kran, Siebe)
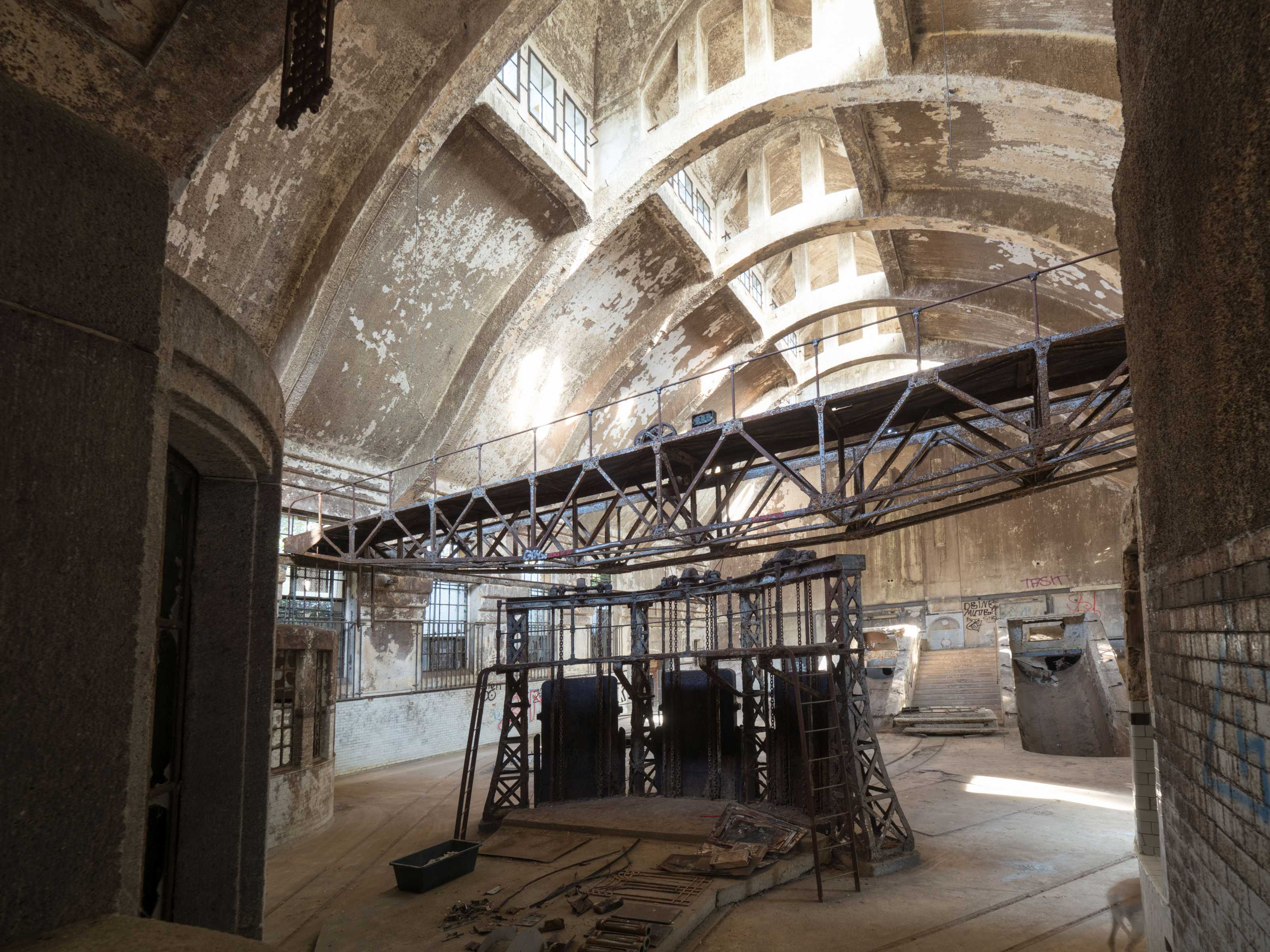
Siebe. Deckenkonstruktion
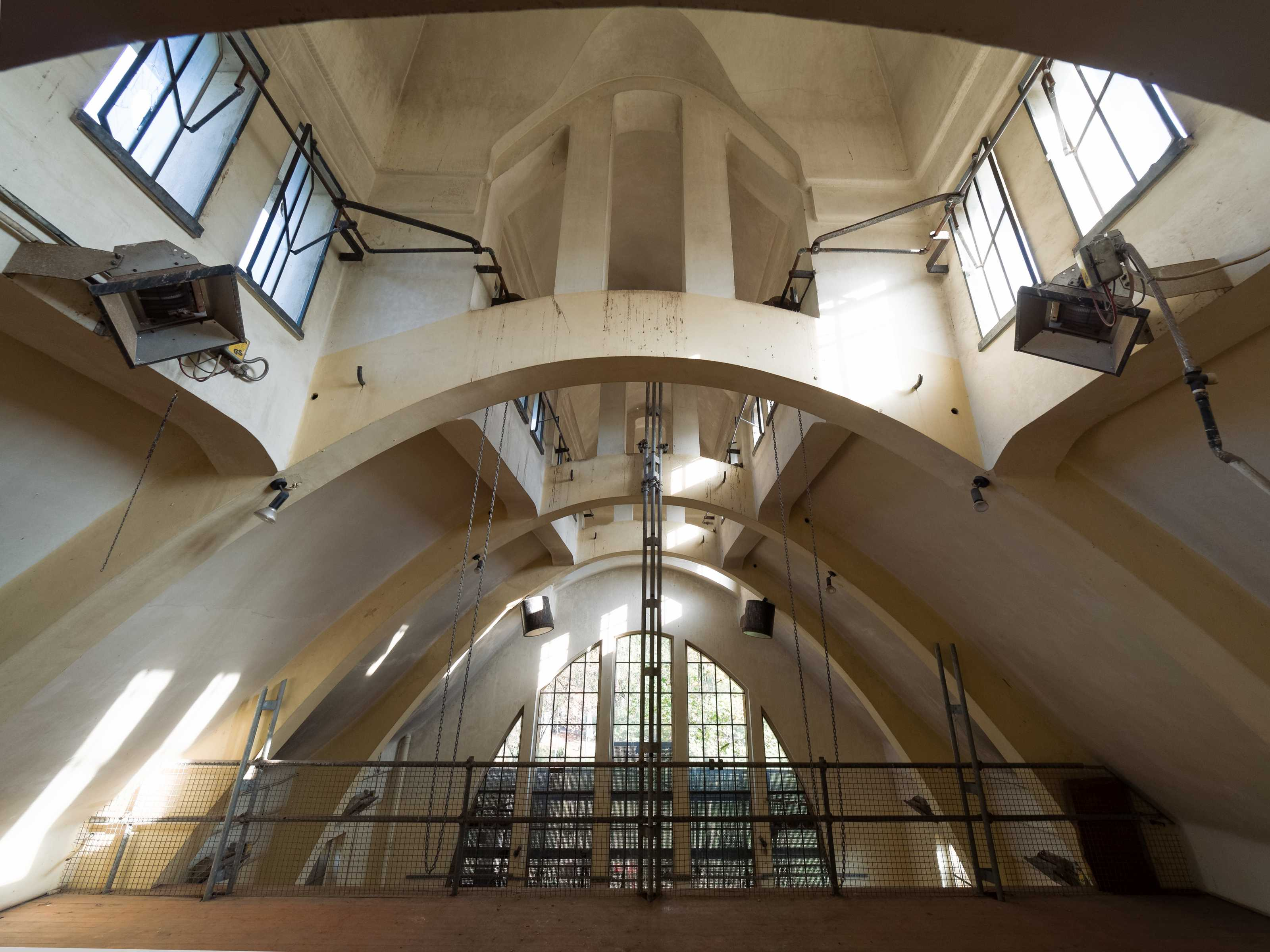
Magazin – Blick nach oben
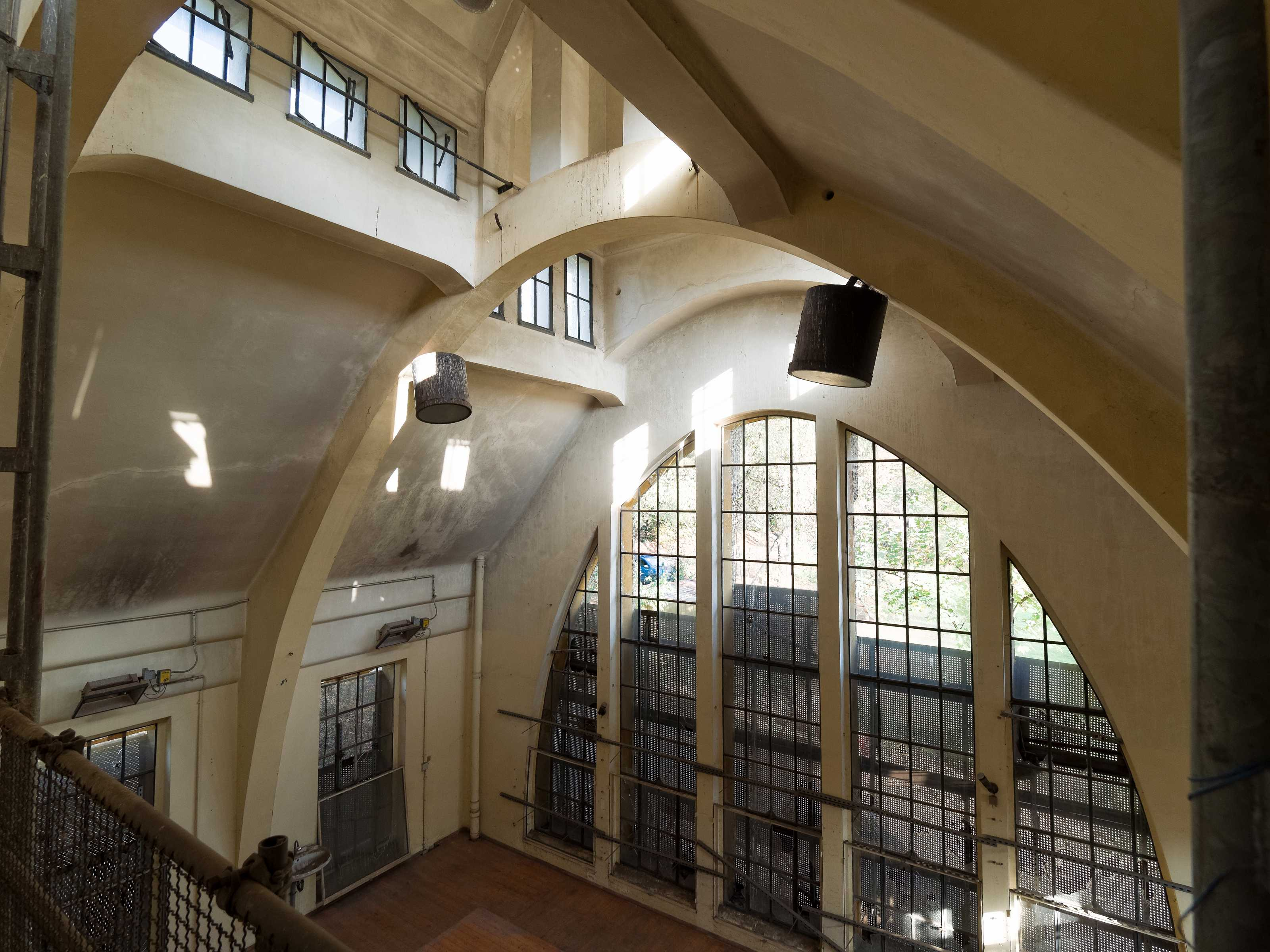
Magazin – Blick nach unten
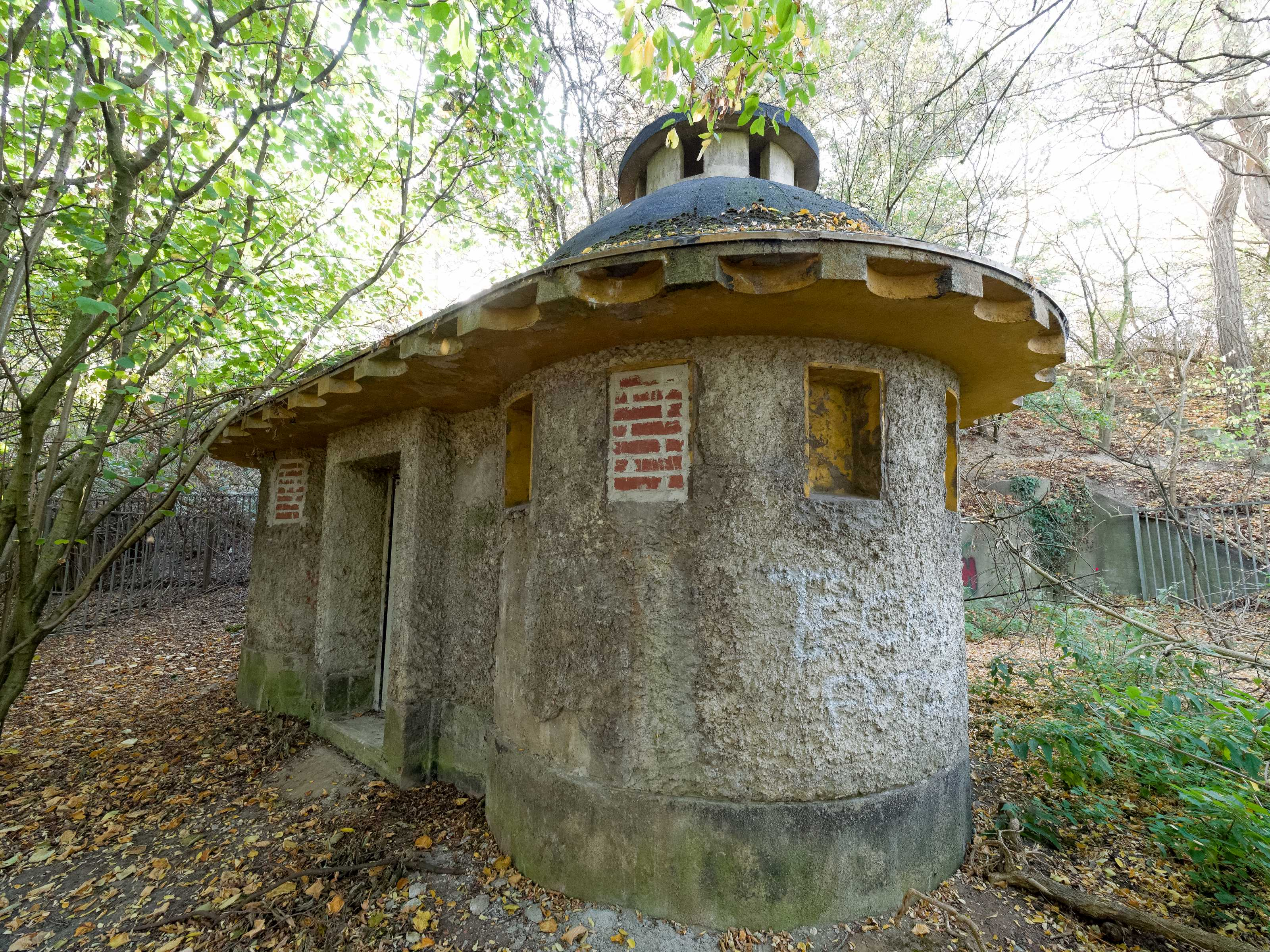
Bremsberghaus
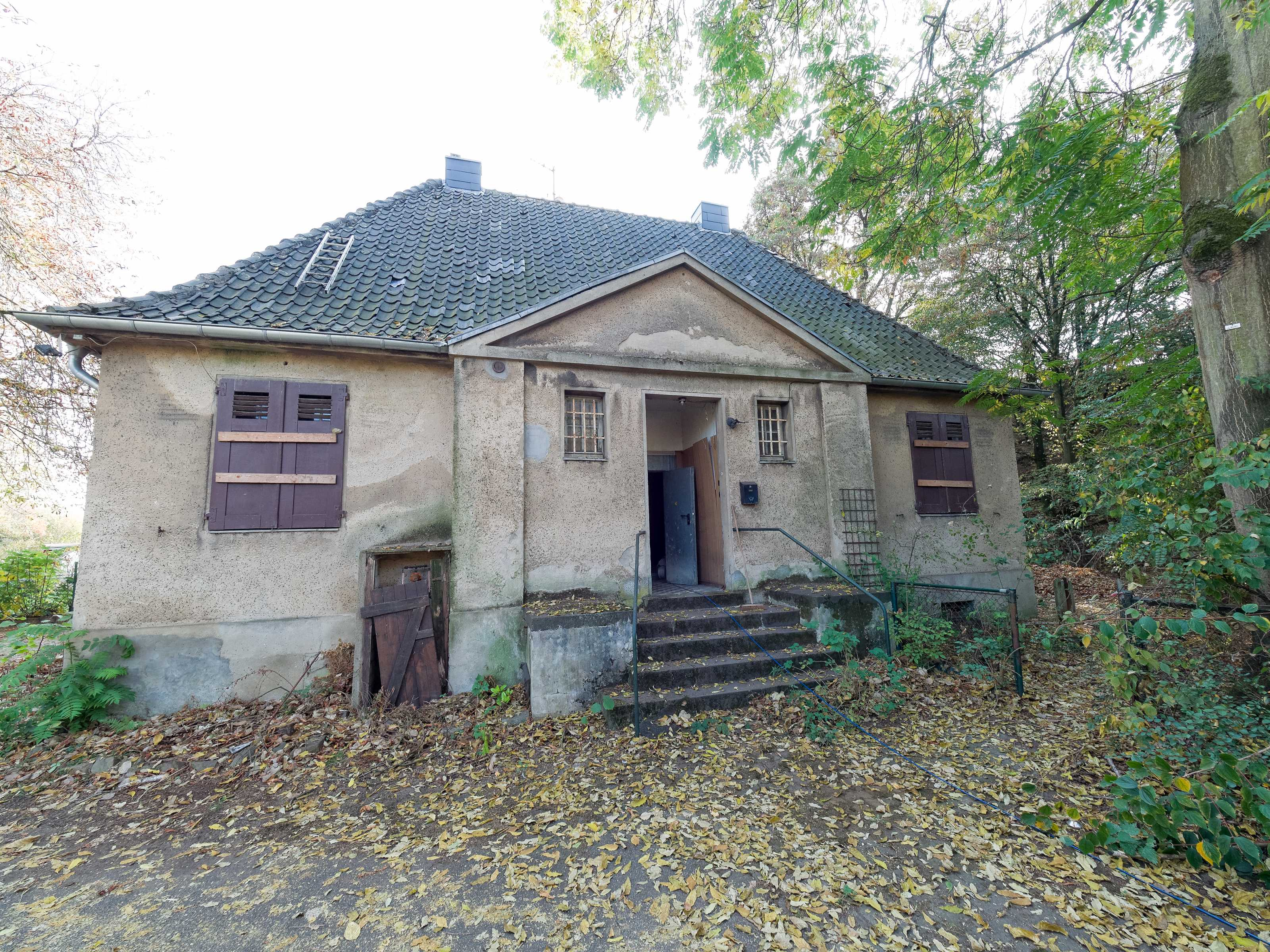
Betriebsleiterwohnhaus (Denkmal)
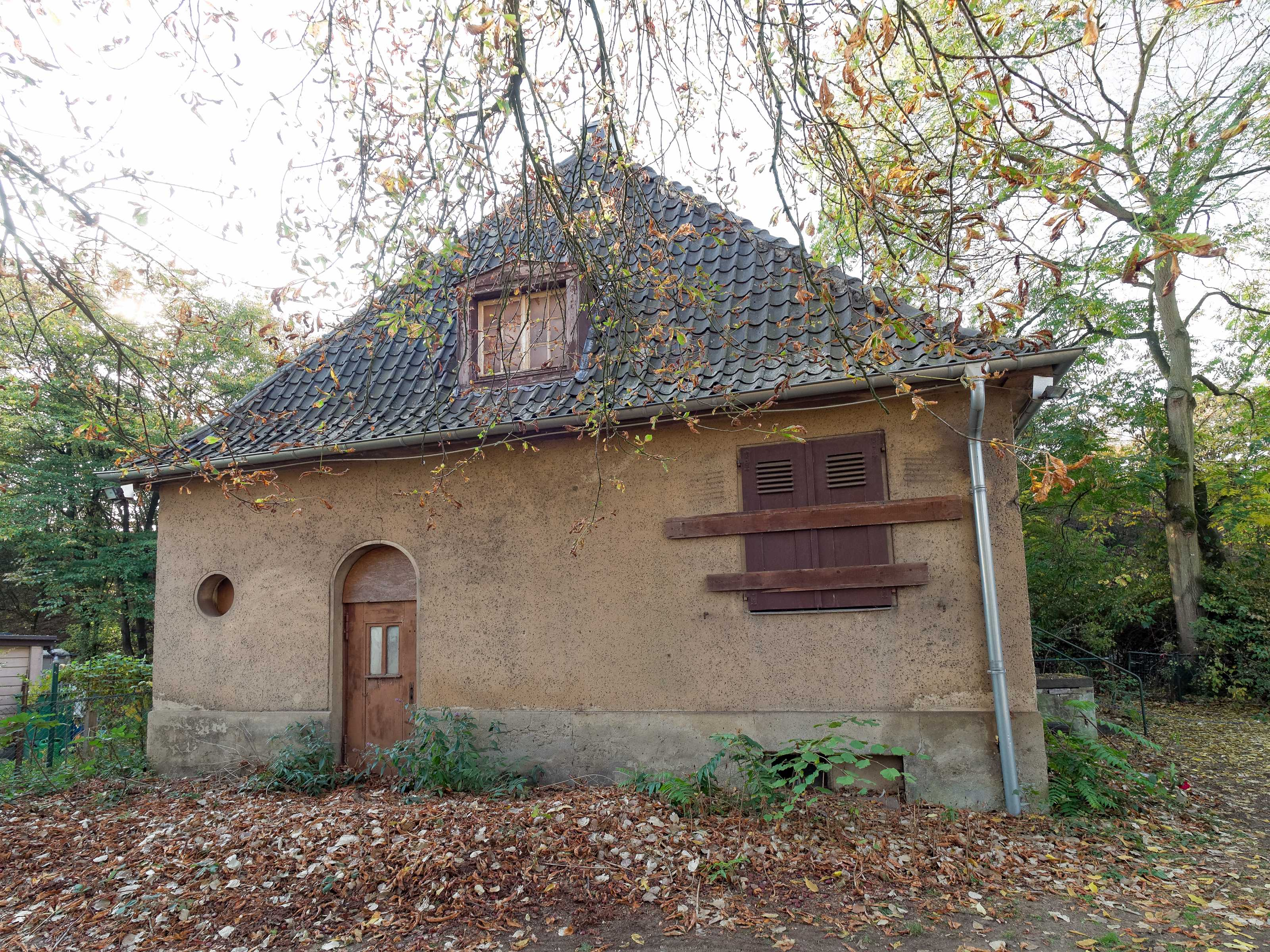
Betriebsleiterwohnhaus